# Bennie Muller

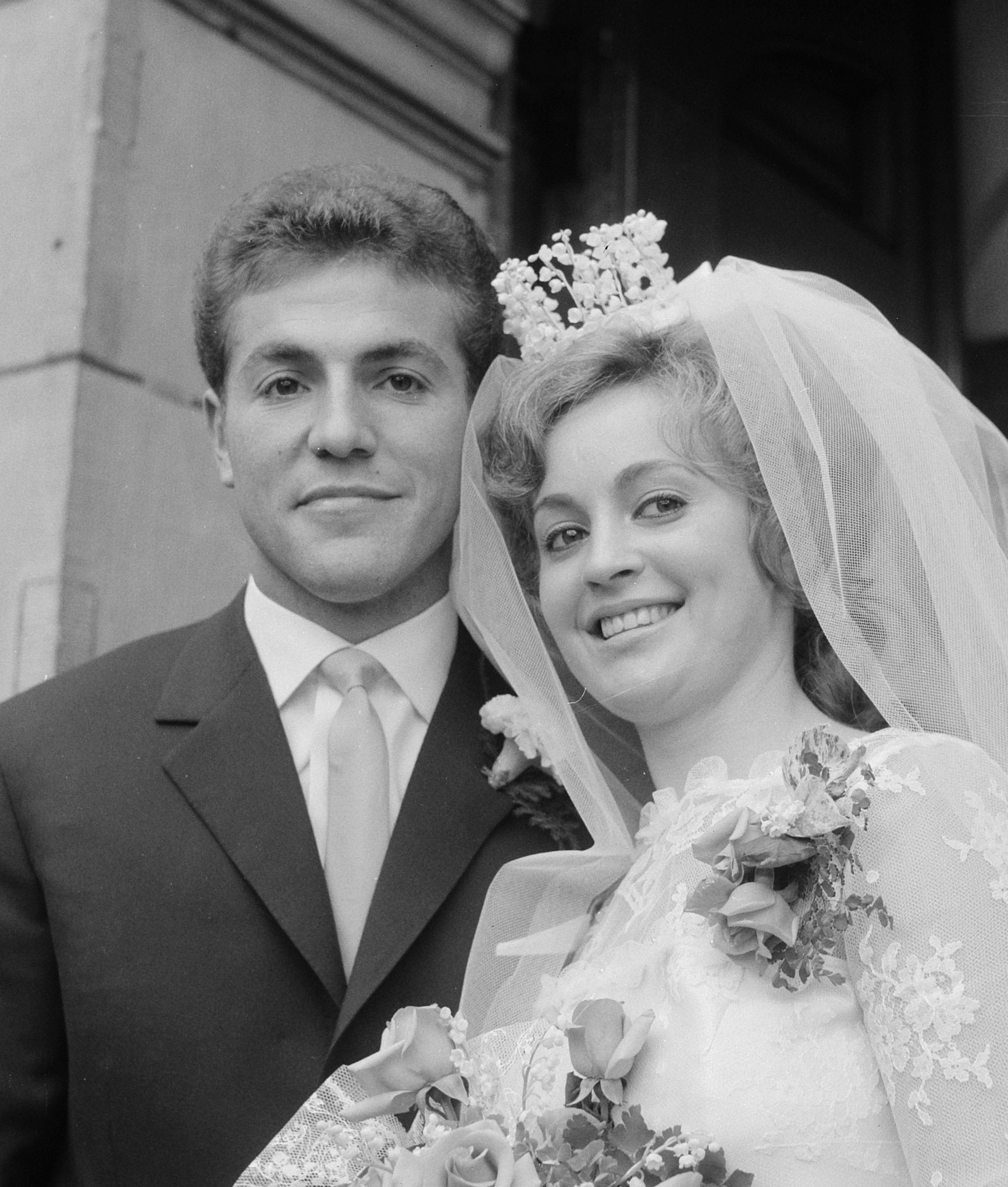
Bennie Muller en su boda el.

Bennie Muller (Ámsterdam, Países Bajos, 14 de agosto de 1938-17 de enero de 2024) fue un futbolista neerlandés que jugó en la posición de centrocampista.

## Desempeño profesional
Müller debutó en el primer equipo del Ajax con el técnico austriaco Karl Humenberger el 16 de noviembre de 1958, en el partido fuera de casa contra el SC Enschede, el marcador de este partido fue 1-1. En el sistema de juego 4-2-4, fue el aspirador y también el técnico junto al atacante Henk Groot. Con el Ajax, Müller ganó cuatro títulos nacionales, dos copas KNVB y la Copa Internacional de Fútbol de 1962, en la que Feijenoord fue derrotado por 4-2 en la final. Hizo su debut con el Ajax en 1958 en un partido de liga contra el MVV (derrota por 3-0). 
En el contexto de clubes europeos, Muller marcó un gol contra el Beşiktaş durante la temporada de la Copa de Europa 1966/67 y un gol contra el Fenerbahçe en la temporada de la Copa de Europa 1968/69. Jugó 43 veces con la selección holandesa y marcó dos goles. Fue fijo en el Ajax durante trece años, donde disputó 426 partidos de competición oficial. Después de que el Ajax fuera derrotado por 4-1 ante el AC Milan en la final de la Copa de Europa de 1969, el entrenador Rinus Michels decidió rejuvenecer el equipo y profesionalizarlo aún más. Bennie Muller fue dejado de lado por los talentos Gerrie Mühren y Nico Rijnders y más tarde por Johan Neeskens y Arie Haan. Luego jugó brevemente para Holland Sport y Blauw-Wit.
Müller no pudo beneficiarse del aumento de los salarios de los jugadores en los años 1970. Durante su carrera futbolística, abrió una tienda de cigarros en Haarlemmerstraat (esquina Buiten Brouwersstraat) en Ámsterdam, que dirigió hasta el año 2000.

## Carrera

### Club
| Periodo   | Club                |
| --------- | ------------------- |
| 1958-1970 | AFC Ajax            |
| 1970-1971 | Holland Sport       |
| 1971-1972 | Blauw-Wit Amsterdam |

### Selección nacional
Debutó con Países Bajos en abril de 1960 en un partido amistoso ante Bulgaria. Jugó 43 partidos con la selección nacional e incluso fue capitán en algunos partidos, además de anotar dos goles. Jugó su último partido con la selección en octubre de 1968 ante Bulgaria por la clasificación de UEFA para la Copa Mundial de Fútbol de 1970.

## Vida personal
Muller era judío, y es uno de seis futbolistas judíos en jugar para el AFC Ajax como Eddy Hamel, Johnny Roeg, Sjaak Swart, Daniël de Ridder e Ilan Boccara.
Muller se casó el 27 de septiembre de 1961, tuvo una hija, Petra, y un hijo Danny, quien también fue futbolista profesional. Muller después sería dueño de una compañía de cigarros en Amsterdam Centraal station.
Bennie Muller falleció el 17 de enero de 2024, a los 85 años.

## Logros
- Copa Rappan (1): 1961
- Copa Europea (1): 1969
- Eredivisie (5): 1960, 1966, 1967, 1968, 1970
- Copa de Países Bajos (3): 1961, 1967, 1970